# 室蘭市青少年科学館
室蘭市青少年科学館（むろらんしせいしょうねんかがくかん）は、北海道室蘭市にあった北海道最初の科学館。1963年（昭和38年）4月1日開館。2021年（令和3年）3月31日閉館。2021年（令和3年）12月25日に開館したDENZAI環境科学館・室蘭市図書館へその役割を引き継いだ。

## 展示内容

### 1階
1階展示室にある展示品はそのほとんどが職員による手作りのものである。
例えば、ストローグライダーを製作体験できるコーナーや、浮沈子が並んだコーナーなどがある。
その他、アンモナイトなどの化石や鉱物なども多く展示されている。

### 2階
2階展示室には宇宙、星に関する展示や音・光に関する展示がある。
プラネタリウムへの渡り廊下はこの階にある。

#### プラネタリウム
このプラネタリウムは、6000個の星を投影できる。また、ギリシャ神話などその日の星空に関連する事柄を職員自作のアニメーションで投影することもある。

### 3階
3階は新日本製鐵（現日本製鉄）やJXTGエネルギー（現ENEOS）の展示スペースになっている。また、室蘭工業大学から貸出中のロボットサッカーコートもあり「室蘭工業大学学長杯争奪ロボットサッカーコンテスト」でも用いられる。

### 温室・中庭
中庭には野草園があり、季節によって様々な野草や花が楽しめる。また全国の科学館では珍しく温室を保有している。2011年には太陽光発電パネルが設置されている。また館内で盆栽も栽培されており、これらは市内の学校などでの卒業式などに使われることもある。過去にはウサギ小屋、蒸気機関車（D51 560「白鳥号」）が設置されていた。

## 沿革
1961年（昭和36年）
- 6月 - 室蘭市青少年科学館建設計画案を作成、北海道知事に提出。
- 10月 - 道より科学館設置補助が決定の通知を受け、工事着手。

1962年（昭和37年）
- 10月 - 建物工事竣工[1]。

1963年（昭和38年）北海道で初めての科学館として開館。同年に科学クラブ・母親科学クラブが開講した。
- 3月29日 - 展示物の設置が完了。
- 3月30日 - 開館式[3]。
- 3月31日 - 北海道の第1号館として、竣工披露と開館行事を兼ね、全館を無料開放する[2]。
- 4月1日 - 開館業務を開始[2]。

1964年（昭和39年）
- 館職員自作展示品の制作が開始。

1965年（昭和40年）
- 第一回　市内児童理科研究発表会開催。

1974年（昭和49年）
- 4月30日 - 科学館入館者が100万人を達成。

1975年（昭和50年)
- SL D51560号（通称 白鳥号）展示開始[4]。

1989年（平成元年）
- 帯広市児童館開館25周年を記念して同館とTV電話による記念交信を行う。

2002年（平成14年）
- スポットサイエンス開始。

2003年（平成15年）
- 開館40周年記念事業開催。愛称を募集し「科学の宝箱」と決定。

2005年（平成17年）
- 指定管理者制度導入を決定し、指定管理者選定委員会を開催。NPO法人科学とものづくり教育研究会かもけんを選定し、リニューアルオープン[2]。記念イベントとして「ミニ科学の祭典」開催。

2007年（平成19年）
- 母親科学クラブを大人の科学クラブとして再開した、「ムッピークラブ」開講。第一回科学とものづくり自由研究発表会開催。

2010年（平成22年）
- 太陽光パネルを中庭に設置。

2012年（平成24年)
- 第70回全日本学生児童発明くふう展で科学クラブ員児童が「経済産業大臣賞」受賞。

2013年（平成25年）
- 開館50周年を迎える。
- 前述の通り、北海道で一番初めに開館した科学館であるが、老朽化などにより一時は12万人を誇った年間入場者が室蘭市の人口減少と共に3万人にまで減少した。2003年の地方自治法改正により指定管理者制度が導入され、退職した中学校教諭などでつくる「NPO法人科学とものづくり教育研究会かもけん」が館の指定管理者になったことから、年間入場者は5万人以上にまで増えた。2013年4月1日には開館50周年を迎え4月1日から7日の間、公式マスコットのぬいぐるみを50周年にちなんで1日の50人目の来館者にプレゼントするキャンペーンを行った。

2015年（平成27年）
- 隣接する市立図書館と合わせた後継施設「環境科学館」（仮称）の基本計画を策定[5]。

2019年（令和元年）
- 科学館敷地内に展示されていたD51 560号を旧室蘭駅舎付近へ移設[6][7]。
- 旧保健福祉部庁舎や市役所分庁舎跡を含む約1万3600平米の敷地に後継施設「環境科学館・図書館」（仮称）を着工[8][9][10]。

2021年（令和3年）
- 3月27日～28日 - 「さよなら ありがとう 室蘭市青少年科学館ラストイベント」が行われる[2]。
- 3月31日 - 閉館。57年間の総入場者数は約108万人に及んだ[2]。
- 6月 - 建物解体。跡地は駐車場に[11]。

## 講座

### 科学クラブ
開館当初から開講されている、小学4年生から6年生を対象とした科学やもの作りの楽しさを伝えるクラブである。
4年生はアイスキャンディー作り・たたき染め・熱気球作りなど、5年生は葉脈標本作り・人工カミナリ・CADでブーメラン設計など、6年生はドライアイスの性質・電磁石のはたらき・イカの解剖などの講座がある。

### ロボットサッカークラブ
小学校4年生から中学校3年生を対象とした室蘭工業大学学長杯争奪ロボットサッカーコンテストに出場するロボットを制作しているクラブである。
指定管理者導入後に設立された。
2014年現在11年連続で優勝している。

### ムッピークラブ
開館当初は「母親科学クラブ」として開講され、その後閉講。2007年（平成19年）に「ムッピークラブ」として再開。成人を対象とした大人の科学クラブである。
講座は年10回行われる。

## キャラクター

### カンチャン
「カンチャン」は室蘭市青少年科学館のロボットキャラクター。室蘭市青少年科学館の閉館後、一部ひらがな表記の「カンちゃん」として2021年12月開館の室蘭市環境科学館（DENZAI環境科学館・室蘭市図書館）に引き継いだ。

### ムッピー
NPO法人科学とものづくり教育研究会かもけんの公式マスコットである。
室蘭市の鳥「ヒガラ」をモチーフにしている。
インターネット・ミュージアムのミュージアムキャラクター投票において35キャラクター中13位を獲得した。

## 交通アクセス
- JR室蘭本線 室蘭駅下車、徒歩約10分。
- 道南バス「市役所前」バス停下車、徒歩約5分。